# Fredens Sogn (Odense Kommune)

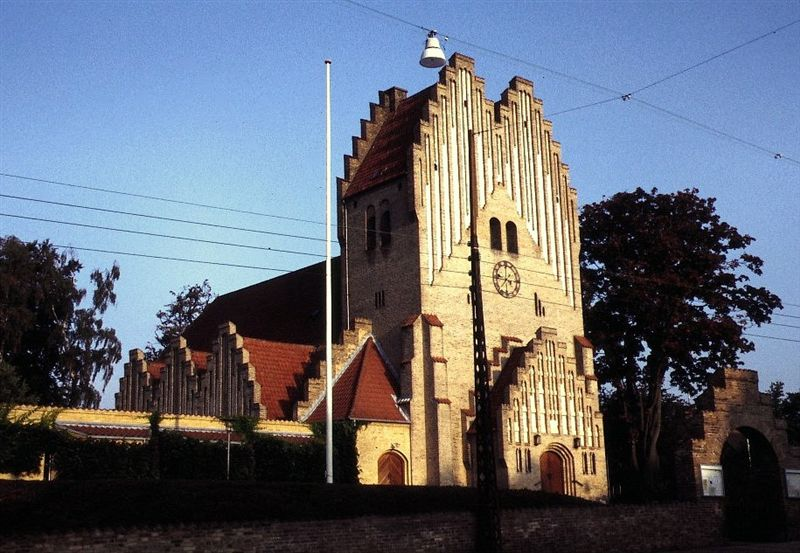
Fredens Kirke

Fredens Sogn ist eine Kirchspielsgemeinde (dän.: Sogn) in Odense auf der Insel Fyn (dt.: Fünen) im südlichen Dänemark. Bis 1970 gehörte sie zur Harde Odense Herred im damaligen Odense Amt, danach zur Odense Kommune im Fyns Amt, die im Zuge der  Kommunalreform zum 1. Januar 2007 Teil der Region Syddanmark geworden ist.
Von den 182.387 Einwohnern von Odense leben 19.918 im Kirchspiel Fredens (Stand: 1. Januar 2023). Im Kirchspiel liegt die Kirche „Fredens Kirke“ (dt.: Friedenskirche).
Nachbargemeinden sind im Nordwesten Lumby Sogn und/oder Stige SognA, im Osten Seden Sogn und Vollsmose Sogn, im Südosten Korsløkke Sogn, im Süden Vor Frue Sogn und Sankt Hans Sogn sowie im Westen Hans Tausens Sogn.
ADie genauen Grenzen des Stige Sogn, das am 1. Oktober 2010 durch Abspaltung aus dem Lumby Sogn entstanden ist, sind noch nicht bekannt gegeben.